# Plagusiidae
Plagusiidae là danh pháp khoa học của một họ cua. Trước đây nó được coi là phân họ Plagusiinae trong họ Grapsidae, nhưng hiện nay được cho là đủ khác biệt để coi là họ riêng biệt. Chúng là các loài cua sống trong các kẽ đá, vùng gian triều, vùng dưới mực thủy triều, với tốc độ và sự nhanh nhẹn có tiếng.

## Các chi
Tính đến năm 2019 họ này gồm 5 chi và 20 loài đã biết.
- Davusia Guinot, 2007: 1 loài (Davusia glabra).
- Euchirograpsus H. Milne Edwards, 1853: 10 loài.
- Guinusia Schubart & Cuesta, 2010: 2 loài.
- Miersiograpsus Türkay, 1978: 2 loài.
- Plagusia Latreille, 1804: 5 loài.

Chi Percnon trước đây xếp trong họ này, nhưng hiện nay được coi là thuộc họ tách biệt là Percnidae Števčić, 2005.